# 허송연
허송연(1992년 1월 18일 ~ )은 대한민국의 아나운서, 방송인이다.

## 학력
- 역촌초등학교 1998년 3월 잠시 1학년 입학 ~ 1999년 2월 1년만에 얼마 못가 계속 있지 않아 (1999년 2월 전학)
- 예일초등학교 (1999년 3월 전학 1학년 다시 입학)~(2005년 2월 졸업)
- 예일여자중학교 (2005년 3월 입학)~(2008년 2월 졸업)
- 선정고등학교 (2008년 3월 입학)~(2011년 2월 졸업)
- 이화여자대학교 성악과 (2011학번, 학사)

## 경력
- 2018년 OBS 경인TV 아나운서

## 활동
- 2018년 엄마 나 왔어
- 2019년 해피투게더